# Parrsboro
Parrsboro è una municipalità (community) del Canada, situata nella provincia di Nuova Scozia.